# Tribunal de l'application des peines (France)
Pour les autres articles nationaux ou selon les autres juridictions, voir Tribunal de l'application des peines.
Le tribunal de l'application des peines (TAP) est une juridiction française composée de trois juges de l'application des peines (JAP), compétente pour l’aménagement des peines les plus lourdes et pour certaines autres mesures telles que :
- le relèvement de la période de sûreté ;
- certaines libérations conditionnelles ;
- certaines suspensions de peines ;
- la surveillance judiciaire[2].

Juridiction relativement récente, instituée par la Loi du 9 mars 2004 entrée en vigueur le 1er janvier 2005 (lire en ligne), son dispositif légal est fixé par les articles 712-1 et suivants du code de procédure pénale.